# Leroy Hood
Leroy Hood (10 de octubre de 1938) es un biólogo estadounidense. En 2003, ganó el Premio Lemelson-MIT por haber inventado «cuatro instrumentos que descifraron gran parte del misterio de la biología humana» ayudando a decodificar el genoma. Hood también obtuvo el Premio Kioto de 2002 por Tecnología Avanzada, y el Premio Albert Lasker por Investigación Médica Básica en 1987. Sus inventos incluyen la secuenciación automatizada del ADN y una herramienta, también automatizada, para sintetizarlo. Es el cofundador del Institute for Systems Biology.

## Biografía
El Dr. Leroy Hood nació el 10 de octubre de 1938 en Missoula, Montana. Se lo reconoce como uno de los principales científicos del mundo en el campo de la biotecnología molecular y la genómica. Posee varias patentes y premios por sus descubrimientos científicos y ha dedicado su vida a que la ciencia sea accesible y comprensible para el público en general, en especial para los niños.
El Dr. Hood se graduó de la carrera de biología de la Universidad Johns Hopkins en 1964 y obtuvo un doctorado en bioquímica del Instituto de Tecnología de California (Caltech) en 1968. Desde entonces, su investigación se ha focalizado en la inmunología molecular y en la biotecnología. Ha publicado más de seiscientas publicaciones, patentado catorce inventos, coescrito libros de texto sobre bioquímica, inmunología, biología molecular y genética, y es miembro de la Academia Nacional de Ciencias de Estados Unidos, de la American Philosophical Society, de la Asociación Estadounidense de Artes y Ciencias, de la Academia Nacional de Ingeniería y del Instituto de Medicina. Recibió un doctorado del Bates College en 1999.
Su carrera profesional comenzó en el Caltech, donde él y sus colegas crearon cuatro instrumentos: el secuenciador y sintetizador de ADN automatizado, y el sintetizador y secuenciador de proteínas, los cuales conforman la fundación tecnológica para la biología molecular contemporánea. En particular, el secuenciador de ADN ha revolucionado la genómica permitiendo una rápida secuencia de ADN sintetizado. El Dr. Hood también fue uno de los primeros científicos que se dedicaron a descifrar el genoma humano y en revelar algunas de las claves de la diversidad de anticuerpos.